# ラトビアの歴史
ラトビアの歴史（ラトビアのれきし）では、バルト三国の一つ、ラトビアの歴史について記述する。

## 前史
インド・ヨーロッパ語族のレット人（バルト語族）が今のラトビアの地に移住し始めたのは紀元前2000年頃と言われている。紀元前1世紀頃には、リヴォニア人（ウラル語族）が大挙して北シベリアからバルト海に面するリガ湾付近に移住し定住した。長らくこの地域は、リヴォニア人の居住地と言うことでリヴォニアと呼ばれた。
3世紀初頭には、バルト地域やフィンランドに暮らす人々はゴート族に支配されていたと考えられている。このゴート人の王国は、4世紀に入ると、侵入してきたフン族によって滅ぼされることとなる。さらにスラヴ人も東方から侵入してきたため、ドニエプル川付近にいたラトヴィア人とリトアニア人がバルト地域に移らざるを得なくなった。
8世紀末以降、対岸のスウェーデン、ゴットランド島からの海賊、交易者等が一団となって、バルト海沿岸にもやって来た。この一団は、略奪や交易等の目的で北欧から東方へ向かって来たと思われるスウェーデン・ヴァイキング（ヴァリャーグ）だが、リヴォニア地域の通商路はクールラント地域であり、ダウガヴァ川を経由して黒海へ多数が向かったと推測されている。またこの頃には、バルト海沿岸地域ではヴァイキング時代より以前に、スカンディナヴィア系の人々による交易のための遠征が行われていたと考古学的に考えられている。
バルトの人々は、現代は死語となっている西バルト語（古プロイセン語を含んでいた）を話していた西バルト人と、現在のリトアニア語やラトビア語のルーツである東バルト語を話す東バルト人とに分けることができる。このうち、のちにラトビアのラトガレと呼ばれる地域には、東バルト人の一派であるラトガルィ族が住んでいたが、彼らの名が「ラトビア」の国名の由来となった。

## ドイツ騎士団による植民地支配

テッラ・マリアナ

長らく自然崇拝に基づく「ラトビア神道」と呼ばれる信仰を保ってきたが、13世紀のリヴォニア帯剣騎士団およびそれを併合したドイツ騎士団の東方植民で徹底的なキリスト教化が推し進められると、テッラ・マリアナが創設され、現在のラトビアの首都リガもこのときに建設された。この後リヴォニア帯剣騎士団と共にやって来たドイツ人たちは、ラトビアに残り、20世紀までに少数派のバルト・ドイツ人を形成し、実効支配を行った。リヴォニア人は騎士団のために激減し、以後、ラトビア人が、この地の主要民族となった。16世紀の半ばになると、ドイツのマルティン・ルターの宗教改革がラトビアに及ぶようになった。
16世紀にはバルト海の覇権を巡ってリトアニア、ポーランド、スウェーデン・バルト帝国の支配を受ける。この過程でラトビアは、北部リヴォニアと南部クールラントに分裂し、北部はスウェーデンに、南部はポーランド、次いでロシア帝国の影響を受ける。

## ポーランド・リトアニア共和国時代
1557年9月、リヴォニア連盟とポーランド・リトアニア連合（のちのポーランド・リトアニア共和国）は、安全保障条約を締結した。ロシア・ツァーリ国のイヴァン雷帝はこれをリヴォニアによるロシアへの敵対行為とみなし、リヴォニア侵攻を開始、ここにリヴォニア戦争が始まるが、20年に渡るこの戦争でリヴォニア連盟とポーランド・リトアニア連合は侵略者たちを撃退した。その期間の1561年、リヴォニア帯剣騎士団は解散して世俗の国家であるリヴォニア公国となり、ポーランド・リトアニア連合の構成国であるリトアニア大公国に加盟した。リヴォニア帯剣騎士団の最後の総長ゴットハルト・ケトラーは、リヴォニア公国の南部一帯に成立した下位国家クールラント・ゼムガレン公国の公爵となった。このポーランド・リトアニアに加盟したリヴォニアはその黄金時代を迎える。

### ポーランド領リヴォニア（インフランティ県）（1629-1772）
リヴォニア戦争は、バルト海の覇権争いとも深く関わっていた。1584年にイヴァン4世が没したことで、ロシアの勢力が抑止されると、次の覇権争いは、スウェーデン王国とポーランド・リトアニア共和国で行われることとなった。「権力の真空地帯」となったリヴォニアは、その格好の地域となった。共和国はスウェーデンとの戦争でリヴォニアの大半をスウェーデン王グスタフ2世によって奪われたが、共和国のシュラフタであり、1605年のキルホルムの戦いに参加したアレクサンデル・コルヴィン・ゴシェフスキが残るラトガレ（インフランティ）を巡る戦いで、1621年から1628年までのリクスナ、クシシュボルク、ディナブルクなどの戦闘で勝利し、スウェーデンによるリヴォニア全土の征服を阻止した。1621年にインフランティ県となり、1629年の休戦協定により、インフランティ県とスウェーデン領リヴォニアは正式に分割され、インフランティ県は共和国の直接統治下となった。この地域は、行政上リトアニア人とポーランド人によって統治され、宗教改革に対する対抗宗教改革が行われ、この地域の住民はカトリックとなり、貴族はポーランド化した。この状態は18世紀まで続いたが、1772年の第一次ポーランド分割によってロシア帝国に編入された。
1660年のスウェーデンとのオリヴァ条約によって、スウェーデンとの関係は清算された。以降、スウェーデン領リヴォニアとの繋がりは完全に絶たれることとなり、共和国自体は、1648年から1667年までの「大洪水時代」によって黄金時代に幕を閉じることとなった。1699年に共和国の君主アウグスト2世による個人的な野心による北方同盟への参加は、結果的に無意味なものとなり、共和国の威信を深く傷付けただけに終わった。大北方戦争での1720年のストックホルム条約では、1660年のオリヴァ条約の更新にのみに止まった。

## スウェーデン領リヴォニア時代（1629-1721）
スウェーデンはリヴォニア戦争の最中、リヴォニアに進出していたが、既にこの地域を支配領域に組み込みつつあった当時の同盟国である共和国に支配を委ね、撤退していた。その後両国は、王位継承問題を巡り敵対関係となった。リヴォニア戦争後、勢力が衰微したスウェーデンであったが、近代国家の創設及びバルト海を内海とすべく1605年にリヴォニアに侵攻した。これは、広義の1598年に始まるスウェーデン・ポーランド戦争の一戦であったが、キルホルムの戦いで軍事的に圧倒的な共和国軍の前にスウェーデン軍は惨敗を喫した。共和国との圧倒的な軍事力の差を見せ付けられたスウェーデンは、1611年にスウェーデン王となったグスタフ2世を筆頭に国政・軍事改革を断行した。そして1620年に神聖ローマ帝国の各地を視察し、1621年にリガ攻略戦となる第一次スウェーデン・ポーランド戦争を開始するのである。グスタフ2世のスウェーデン軍は、1605年に陥落させることの出来なかったリガを数週間で攻略した。この段階で既にリヴォニアは分断されていたが、なおもグスタフ2世はリヴォニア全土の征服を目論んだ。しかしドイツで起こっていた三十年戦争における外交を優先し、一端両国は休戦した。その後、1625年に戦争は再開され、1626年初頭のヴァルホフの戦いで共和国軍を撃破し、リヴォニアの大部分を征服することに成功するが、リヴォニア最南部のラトガレの攻略は、全て共和国軍によって打ち砕かれた。ポーランド本土戦役での大苦戦と合わせ、スウェーデンの軍事的敗北は必至であったが、フランス王国の介入とグスタフ2世の政治力によって切り抜け、1629年にアルトマルク休戦協定が結ばれた。この協定は、あくまで休戦協定であったが、1635年のストゥムスドルフの和約ではリヴォニアは問題とはならなかった（1635年の段階でスウェーデン側では、リヴォニアは正式にスウェーデン領に編入された）。共和国は1660年になってスウェーデン領リヴォニアを認め、スウェーデン主権が確定したが、1629年の協定によって戦争は事実上終結しており、この時に正式にリヴォニアは分割された。
この協定の後にスウェーデン領リヴォニアとなった大部分のリヴォニアは、スウェーデンの統治下に置かれることとなった。そしてリヴォニアの貴族は、エストニア公国と同様の地域議会の権限と特権を獲得するのである（実際には、バルト・ドイツ人の貴族のみで、全リヴォニアの貴族ではなかった）。さらに教会改革も行われ、この地域はプロテスタント化（主にルター派）されるのである。スウェーデンからは総督が派遣され、スウェーデンの影響力は征服後、年々増加して行ったが、この地域の事実上の支配者は、バルト・ドイツ人であった。さらにリヴォニア最大の都市リガは、バルト海東岸の重要な海港となり、スウェーデン・バルト帝国におけるストックホルムに次ぐ第二の都市として発展して行く。しかし対照的にエストニア人やラトビア人はそのような恩恵は受けられず、農奴の地位に置かれることとなった。
1680年、国政改革に乗り出したスウェーデン王カール11世は、バルト・ドイツ人の強い反発を受けながらも絶対王政によってリヴォニアを直接統治下とした。この時、バルト・ドイツ人の特権剥奪に抗議したのが、バルトの貴族ヨハン・ラインハルト・フォン・パトクルであった。パトクルは大逆罪を宣告され、外国へ逃亡したが、1698年から1699年にかけてスウェーデンと敵対する諸国を糾合し、北方同盟が結成された。翌1700年から20年に渡り大北方戦争が開始された。その戦争初期、スウェーデン王カール12世のスウェーデン軍は、エストニアに上陸してロシア軍を撃破した（ナルヴァの戦い）。1701年には、リガを包囲していたポーランド軍に対し、スウェーデン軍はドヴィナ川を強行渡河してポーランド軍を打ち破り、リガを救出した（ドヴィナ川の戦い）。その後、スウェーデン軍は南下し、スウェーデンが共和国との戦争に掛かり切りとなっている間に、ロシアは戦力を立て直してバルト地方へ侵攻し、1710年にエストニアと共にリヴォニアを占領した。スウェーデンは1709年のロシアとのポルタヴァの戦いで大敗を喫しており、既に戦争の帰趨は決していた。そして1721年にスウェーデンとロシアとの間にニスタット条約が締結され、スウェーデンのバルト海支配は終焉を迎えた。同年にロシアは帝政となり、北東欧最強の国家として君臨することとなる。なお、ロシアのピョートル1世は、廃止された地方議会と特権を復活させた。これは、バルト・ドイツ人がリヴォニアの事実上の支配者であることを、初期のロシア帝国が認識していたからであった。

## ロシア帝国の支配
18世紀になると、大北方戦争やポーランド分割などの煽りを受けて、ラトビアはロシア帝国の支配下に置かれた。旧リヴォニアはリフリャント県、旧ラトガレはヴィチェプスク県となったが、その東部は現在のベラルーシ北部とまたがっていた。この時代のリヴォニアの農民は、農奴化していたが、1820年代に東ヨーロッパ全域に拡大した農業危機は、バルト地方にも及び、抜本的な農業改革を迫られることとなった。
しかし19世紀にはロシアより早く農奴解放を行ったため（1819年）、順調に資本主義経済と市民社会の形成がなされた。それが、ラトビア人の知識人や民族主義者を生む背景となった。また、バルト三国ともにバルト・ドイツ人による主要民族に対する啓蒙運動が興り、ロシアからの自立を望むきっかけが創られた。しかしそれでもなお、バルト・ドイツ人は、都市や地方で権力を掌握し続けていた。その間、ロシア化政策は緩やかであったが、19世紀後半、アレクサンドル3世の治世においてロシア化は一層強められた。バルト・ドイツ人の権力が衰退する中で、逆にバルト三国は民族覚醒が起きるのである。ラトビアでは、19世紀後半に「ラトビア人」として自認し始めた。そしてラトビア語の文語化が進められ、ラトビア文化が開花した。そして民族主義運動と平行して、社会主義運動も活発化することとなった。1881年に始まる厳しいロシア化政策は、ラトビア人の独立心をさらに高めて行くこととなる。

## 独立期

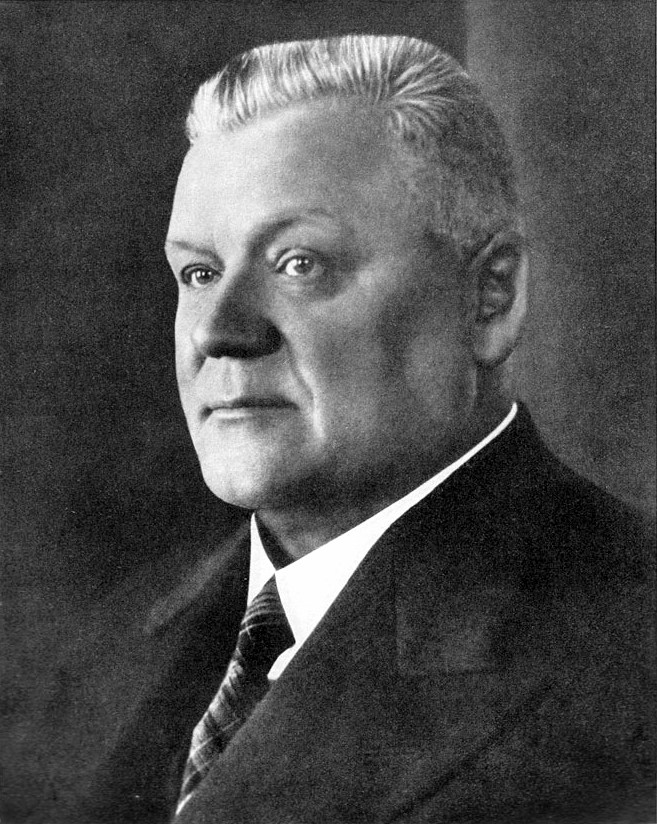
カールリス・ウルマニス

20世紀にはラトビア独立の気運が高まり、ロシア革命において、エストニア人と共にボリシェヴィキと戦い、さらにバルト連合公国の創設を目指したバルト防衛軍とも戦い、勝利を収めた（ラトビア独立戦争）。この勝利は、バルト・ドイツ人に対する700年間の被支配からの脱却を意味した。
第一次世界大戦後の1919年に民族自決の原理に従い、ラトビア第一共和国として独立を勝ち取るが、その後カールリス・ウルマニスを中心とする右派政府と赤軍の内戦を経て、1920年8月、ソヴィエト・ロシアと和平条約を締結、民主主義体制での独立を確立した。その上で帝政ロシア時代のクールリャント県（クールラント）も獲得した。一方で旧リヴォニアはその中央部でエストニアと分割することとなった。国内では1922年から1934年までに39もの政党が乱立して議会（サエイマ）を構成していた。少数派とは言え、ロシア人やユダヤ人、バルト・ドイツ人の政党がひしめき合い、政権は度々交代し、議会での立案も数千に渡るなど、国内政治の基盤は常に不安定であった。しかし世界大恐慌からの経済立て直しのために1934年にウルマニス独裁政権が成立、ソビエト連邦やナチス・ドイツと不可侵条約を締結し、政治的安定を図った。

## 第二次世界大戦とソ連の支配

ラトビア・ソビエト社会主義共和国の国旗

第二次世界大戦が始まると1940年にソビエト連邦とナチス・ドイツの間で交わされた独ソ不可侵条約の秘密議定書によりソ連に併合され、ラトビア・ソビエト社会主義共和国が誕生。翌年ドイツ軍が侵攻してきたが、ラトビア人はこれを「解放軍」として歓迎した。しかしナチスによりリガ・ゲットーが創設され、多くのユダヤ人が虐殺と飢餓と病気による絶滅政策の憂き目に遭った。そしてゲットーの人口は急速に減少して行き、1943年に自主消滅した。しかもナチスに協力してユダヤ人を迫害するラトビア人もおり、その後1944年にソ連に再征服された時には、リガ・ユダヤ人は150人だけであった。
この過程で、バルト地方のバルト・ドイツ人はロシア人によって一掃され、民族構成は一変した（ドイツ人追放）。

## 独立回復
1980年代、バルト三国の中で、最も早くソ連からの独立運動が展開されたのはラトビアであった。1988年にはラトビア独立戦線が結成され独立運動が展開され、1991年1月のリトアニアのテレビ塔の流血事件（血の日曜日事件）と同じく、ラトビアでもソ連内務省特殊部隊の襲撃事件を起こす。その後ソ連の8月クーデター失敗後、ラトビアは独立を宣言した。
その後ラトビア含めたバルト三国は、北欧資本の受け入れなどが積極的に行われ、ラトビアはバルト三国でも立ち後れている感があるともいえるが、経済は比較的安定している。また、国際関係では、1991年に北欧理事会の情報事務所がバルト三国ともに開設、1992年にバルト海諸国理事会、2004年に北大西洋条約機構（NATO）と欧州連合（EU）に加盟している。しかし国内に多数を占めるロシア系住民との潜在的な対立は、ロシアとの外交的問題でもあり、ラトビアの政治に影を落としている。